# Ripstop nylon
Il ripstop nylon è un tessuto, realizzato spesso in nylon ma anche in cotone, con una tecnica di rinforzo che lo rende resistente allo strappo. 

## Caratteristiche
Durante la tessitura, i fili di rinforzo (spessi) sono intrecciati a intervalli regolari in uno schema a campitura incrociata. Gli intervalli sono in genere da 5 a 8 millimetri (da 0,2 a 0,3 pollici). I tessuti ripstop sottili e leggeri hanno una struttura tridimensionale dovuta al fatto che i fili più spessi si intrecciano in un tessuto più sottile. I tessuti ultraleggeri, ripstop più leggeri, mostrano in modo piuttosto evidente i filetti intrecciati più spessi del materiale, ma tecniche di tessitura più moderne rendono i fili ripstop meno evidenti. Un effetto simile può essere ottenuto intrecciando due o tre fili sottili insieme a intervalli più piccoli. I quadrati che vediamo in rilievo sul servono per evitare che un eventuale strappo si possa allargare e continui a correre, per evitare il più possibile danni.

## Uso
Il tessuto ripstop è comunemente utilizzato nel mondo dello sport per attrezzature da campeggio come: tende, coperture esterne di sacchi a pelo, zaini. Viene usato per ali di deltaplano e parapendio, paracaduti, mongolfiere, vele nautiche, aquiloni, bandiere, striscioni e abiti sportivi, oltre che per usi militari.